# サイクロン

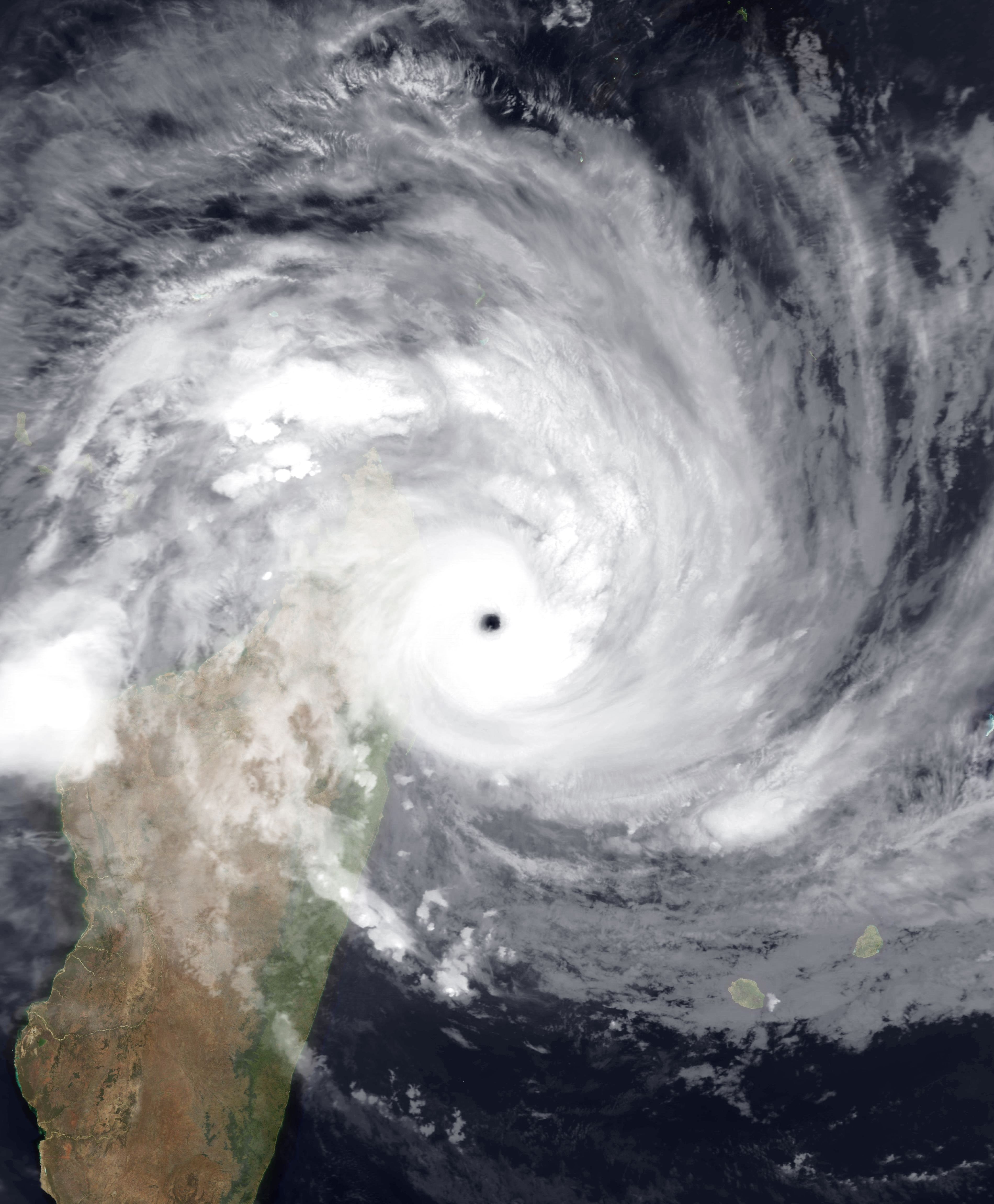
サイクロンの衛星画像 (2004年 サイクロン・ガフィロ)

サイクロン (Cyclone) は、インド洋北部・インド洋南部・太平洋南部で発生する熱帯低気圧である。英語のCycloneは、低気圧、暴風全般を指す語でもある。台風とは発生する地理的領域に応じて呼び名が異なるのみで、気象機関や国際的な分類に基づくものであり、気象現象としての本質的な差異はない。

## 語源
最初にこの言葉を紹介したのは、イギリス人のヘンリー・ピディントン（Henry Piddington, 1797年-1858年）である。元海兵隊の船長で暴風に関する研究をしていたピディントンは、1789年にコリンガ（Coringa, Korangi）という町を襲った猛烈な暴風に着目し、この地域のある学術的な会合（1840年）でその危険性を紹介した。
彼は1848年に書いた「船乗りのための嵐の法則についての手引き（The Sailor's Hornbook for the Laws of Storms）」の初版の中で、「あらゆる旋風について、ギリシャ語の'Kuklws'（とぐろを巻く蛇を意味する）からサイクロンという言葉の採用を提案する」と述べており、これがサイクロンの語源とされている。ところが1851年に出した第二版では、彼はサイクロンの語源を'Kuklws'ではなく'Kuklos' に変更している。'Kuklos'とは言葉ではなく、回転に関する広い意味を持つギリシャ語の語根である。英語には'Kuklos'を語根に持つCyclopsesやCyclostomeという言葉があり、「とぐろを巻く蛇」よりもっと広い意味を与えるために語源を変更したと推測されている。なお、インド洋の嵐をサイクロンと呼ぶことがあるが、これは世界気象機関（WMO）が定義した正式名ではない。正式名称はサイクロニック・ストームである。

## 分類
サイクロンの分類は熱帯低気圧観測を行う機関ごとに分類されている。
| 熱帯低気圧の分類 | 熱帯低気圧の分類                   | 熱帯低気圧の分類                         | 熱帯低気圧の分類                 | 熱帯低気圧の分類           | 熱帯低気圧の分類             | 熱帯低気圧の分類                                     | 熱帯低気圧の分類                           | 熱帯低気圧の分類                                                         |
| 風力階級         | 1分間平均 最大風速 (NHC/CPHC/JTWC) | 10分間平均 最大風速 (WMO/JMA/MF/BOM/FMS) | 北東太平洋 及び北大西洋 NHC/CPHC | 北西太平洋 JTWC            | 北西太平洋 JMA               | 北インド洋 IMD                                       | 南西インド洋 MF                            | 豪州周辺 及び南太平洋 BOM/FMS                                            |
| ---------------- | ---------------------------------- | ---------------------------------------- | -------------------------------- | -------------------------- | ---------------------------- | ---------------------------------------------------- | ------------------------------------------ | ------------------------------------------------------------------------ |
| 0–7              | <32ノット (16 m/s)                 | <28ノット (14 m/s)                       | トロピカル・デプレッション       | トロピカル・デプレッション | トロピカル・デプレッション   | デプレッション                                       | ゾーン・オブ・ディスターブド・ウェザー     | トロピカル・ディスターバンス トロピカル・デプレッション トロピカル・ロー |
| 7                | 33ノット (17 m/s)                  | 28–29ノット (14–15 m/s)                  | トロピカル・デプレッション       | トロピカル・デプレッション | トロピカル・デプレッション   | ディープ・デプレッション                             | トロピカル・ディスターバンス               | トロピカル・ディスターバンス トロピカル・デプレッション トロピカル・ロー |
| 8                | 34–37ノット (17–19 m/s)            | 30–33ノット (15–17 m/s)                  | トロピカル・ストーム             | トロピカル・ストーム       | トロピカル・デプレッション   | ディープ・デプレッション                             | トロピカル・デプレッション                 | トロピカル・ディスターバンス トロピカル・デプレッション トロピカル・ロー |
| 9–10             | 38–54ノット (20–28 m/s)            | 34–47ノット (17–24 m/s)                  | トロピカル・ストーム             | トロピカル・ストーム       | トロピカル・ストーム         | サイクロニック・ストーム                             | モデレート・トロピカル・ストーム           | カテゴリー1 トロピカル・サイクロン                                       |
| 11               | 55–63ノット (28–32 m/s)            | 48–55ノット (25–28 m/s)                  | トロピカル・ストーム             | トロピカル・ストーム       | シビア・トロピカル・ストーム | シビア・サイクロニック・ストーム                     | シビア・トロピカル・ストーム               | カテゴリー2 トロピカル・サイクロン                                       |
| 12+              | 64–71ノット (33–37 m/s)            | 56–63ノット (29–32 m/s)                  | カテゴリー1 ハリケーン           | タイフーン                 | シビア・トロピカル・ストーム | シビア・サイクロニック・ストーム                     | シビア・トロピカル・ストーム               | カテゴリー2 トロピカル・サイクロン                                       |
| 12+              | 72–82ノット (37–42 m/s)            | 64–72ノット (33–37 m/s)                  | カテゴリー1 ハリケーン           | タイフーン                 | タイフーン                   | ベリー・シビア・サイクロニック・ストーム             | トロピカル・サイクロン                     | カテゴリー3 シビア・トロピカル・サイクロン                               |
| 12+              | 83–95ノット (43–49 m/s)            | 73–83ノット (38–43 m/s)                  | カテゴリー2 ハリケーン           | タイフーン                 | タイフーン                   | ベリー・シビア・サイクロニック・ストーム             | トロピカル・サイクロン                     | カテゴリー3 シビア・トロピカル・サイクロン                               |
| 12+              | 96–97ノット (49–50 m/s)            | 84–85ノット (43–44 m/s)                  | カテゴリー3 メジャー・ハリケーン | タイフーン                 | タイフーン                   | ベリー・シビア・サイクロニック・ストーム             | トロピカル・サイクロン                     | カテゴリー3 シビア・トロピカル・サイクロン                               |
| 12+              | 98–112ノット (50–58 m/s)           | 86–98ノット (44–50 m/s)                  | カテゴリー3 メジャー・ハリケーン | タイフーン                 | タイフーン                   | エクストリームリー・シビア・サイクロニック・ストーム | インテンス・トロピカル・サイクロン         | カテゴリー4 シビア・トロピカル・サイクロン                               |
| 12+              | 113–122ノット (58–63 m/s)          | 99–107ノット (51–55 m/s)                 | カテゴリー4 メジャー・ハリケーン | タイフーン                 | タイフーン                   | エクストリームリー・シビア・サイクロニック・ストーム | インテンス・トロピカル・サイクロン         | カテゴリー4 シビア・トロピカル・サイクロン                               |
| 12+              | 123–129ノット (63–66 m/s)          | 108–113ノット (56–58 m/s)                | カテゴリー4 メジャー・ハリケーン | タイフーン                 | タイフーン                   | エクストリームリー・シビア・サイクロニック・ストーム | インテンス・トロピカル・サイクロン         | カテゴリー5 シビア・トロピカル・サイクロン                               |
| 12+              | 130–136ノット (67–70 m/s)          | 114–119ノット (59–61 m/s)                | カテゴリー4 メジャー・ハリケーン | スーパー・タイフーン       | タイフーン                   | スーパー・サイクロニック・ストーム                   | ベリー・インテンス・トロピカル・サイクロン | カテゴリー5 シビア・トロピカル・サイクロン                               |
| 12+              | >137ノット (70 m/s)                | >120ノット (62 m/s)                      | カテゴリー5 メジャー・ハリケーン | スーパー・タイフーン       | タイフーン                   | スーパー・サイクロニック・ストーム                   | ベリー・インテンス・トロピカル・サイクロン | カテゴリー5 シビア・トロピカル・サイクロン                               |

## 記録的なサイクロン
- Bhola （ボーラ、1970年）・・・当時の東パキスタン（現在のバングラデシュ）Bhola地方を襲った。
- Tracy （トレーシー、1974年）
- バングラデシュ・サイクロン（1991年）・・・バングラデシュのチッタゴン地方を襲った。
- オリッサ・サイクロン（1999年）・・・インドのオリッサ州を襲った。
- Zoe （ゾーイ、2002年）
- Gafilo （ガフィロ、2004年）
- Ingrid （イングリッド、2005年）
- Sidr （シドル、2007年）
- Nargis （ナルギス、2008年）
- Aila （アイラ、2009年)（英語版）
- YASI （ヤシ、2011年）（英語版）
- Phailin （ファイリン、2013年）（英語版）
- Pam（2015年）
- Idai（2019年） - アフリカ南部のモザンビークなどで甚大な被害を出した。